# (471288) 2011 GM27
(471288) 2011 GM27 ist ein großes transneptunisches Objekt im Kuipergürtel, das bahndynamisch als erweitertes Scattered Disk Object (DO) oder als Cubewano (CKBO) eingestuft wird. Aufgrund seiner Größe ist der Asteroid ein Zwergplanetenkandidat.

## Entdeckung
2011 GM27 wurde am 2. April 2011 von einem Astronomenteam am La-Silla-Observatorium (Chile) der Europäischen Südsternwarte (ESO) entdeckt. Der Planetoid erhielt später von der IAU die Kleinplaneten-Nummer 471288.
Nach seiner Entdeckung ließ sich 2011 GM27 auf Fotos bis zum 7. Januar 2006, die im Rahmen des Sloan-Digital-Sky-Survey-Programmes (SDSS) am Siding-Spring-Observatorium (Australien) gemacht wurden, zurückgehend identifizieren und so seinen Beobachtungszeitraum um 18 Jahre verlängern, um so seine Umlaufbahn genauer zu berechnen. Im April 2017 lagen insgesamt 179 Beobachtungen über einen Zeitraum von 24 Jahren vor. Die bisher letzte Beobachtung wurde im Mai 2015 Pan-STARRS-Teleskop (PS1) durchgeführt. (Stand 3. März 2019)

## Eigenschaften

### Umlaufbahn
2011 GM27 umkreist die Sonne in 289,671 Jahren auf einer fast kreisförmigen Umlaufbahn zwischen 42,66 AE und 44,90 AE Abstand zu deren Zentrum. Die Bahnexzentrizität beträgt 0,026, die Bahn ist 13,02° gegenüber der Ekliptik geneigt. Derzeit ist der Planetoid 43,64 AE von der Sonne entfernt. Das Perihel durchlief er das letzte Mal 1953, der nächste Periheldurchlauf dürfte also im Jahre 2243 erfolgen.
Marc Buie (DES) klassifiziert den Planetoiden als erweitertes SDO (ESDO bzw. DO), während vom Minor Planet Center keine spezifische Einstufung existiert; letzteres ordnet ihn als Nicht-SDO und allgemein als «Distant Object» ein. Das Johnston’s Archive führt ihn dagegen als Cubewano auf, wobei er zu den bahndynamisch «heißen» klassischen KBO gehören würde.

### Größe
Derzeit wird von einem Durchmesser von 447 km ausgegangen, basierend auf einem Rückstrahlvermögen von 6 % und einer absoluten Helligkeit von 5,5 m. Ausgehend von einem Durchmesser von 447 km ergibt sich eine Gesamtoberfläche von etwa 628.000 km2. Die scheinbare Helligkeit von 2011 GM27 beträgt 21,74 m.
Da anzunehmen ist, dass sich 2011 GM27 aufgrund seiner Größe im hydrostatischen Gleichgewicht befindet und somit weitgehend rund sein muss, sollte er die Kriterien für eine Einstufung als Zwergplanet erfüllen. Mike Brown geht davon aus, dass es sich bei 2011 GM27 um möglicherweise einen Zwergplaneten handelt.
| Jahr                                         | Abmessungen km | Quelle   |
| -------------------------------------------- | -------------- | -------- |
| 2018                                         | 423,0          | Johnston |
| 2018                                         | 447,0          | Brown    |
| Die präziseste Bestimmung ist fett markiert. |                |          |